# PV-1 (mitragliatrice)
La PV-1 (un caratteri cirillici ПВ-1), abbreviazione di Pulemyot Vozdushny (in cirillico Пулемёт Воздушный), era una mitragliatrice aeronautica da installazione fissa progettata dall'OKB diretto da Aleksandr Vasil'evič Nadaškevič e sviluppata in Unione Sovietica nei tardi anni venti.
Versione della mitragliatrice Maxim, dalla quale se ne distingueva essenzialmente per il sistema di raffreddamento ad aria della canna, venne progettata per essere specificatamente installata sui velivoli.

## Velivoli utilizzatori
(lista parziale)
 Unione Sovietica
- Beriev MBR-2
- Grigorovich I-2/I-2bis
- Grigorovich I-Z
- Heinkel HD 37 (I-7)
- Polikarpov I-3
- Polikarpov I-5
- Polikarpov I-6
- Polikarpov I-15
- Polikarpov I-16
- Polikarpov Po-2
- Polikarpov R-5
- Polikarpov R-Z
- Tupolev I-4
- Tupolev I-8
- Tupolev I-14
- Tupolev MI-3
- Tupolev R-3
- Tupolev R-6
- Tupolev TB-1